# 4748 Токіваґодзен
4748 Токіваґодзен (4748 Tokiwagozen) — астероїд головного поясу, відкритий 20 листопада 1989 року.
Тіссеранів параметр щодо Юпітера — 3,287.
Названо на честь Токіваґодзен (яп. ときわごぜん(常盤御前) токіваґодзен).